# Perdita stephanomeriae
Perdita stephanomeriae là một loài Hymenoptera trong họ Andrenidae. Loài này được Timberlake mô tả khoa học năm 1954.